# Brachystele chlorops
Brachystele chlorops är en orkidéart som först beskrevs av Heinrich Gustav Reichenbach, och fick sitt nu gällande namn av Rudolf Schlechter. Brachystele chlorops ingår i släktet Brachystele och familjen orkidéer. Inga underarter finns listade i Catalogue of Life.